# Anna-Teresa Tymieniecka

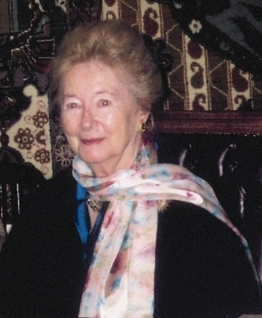
Anna Teresa Tymieniecka (2005)

Anna-Teresa Tymieniecka Houthakker (ur. 28 lutego 1923 w Marianowie koło Mławy, zm. 7 czerwca 2014) – amerykańska filozofka polskiego pochodzenia.

## Życiorys
Urodziła się w polsko-żydowskiej rodzinie. Była córką Władysława Tymienieckiego i Marii Ludwiki z domu Loewenstein. Po II wojnie światowej podjęła studia filozoficzne na Uniwersytecie Jagiellońskim, jednocześnie uczęszczając do Akademii Sztuk Pięknych w Krakowie. Napisała rozprawę doktorską na temat filozofii Romana Ingardena i Nicolaia Hartmanna, a także obroniła drugi doktorat z literatury francuskiej i filozofii. Promotorem jej pracy doktorskiej filozoficznej z 1952 roku obronionej we Fryburgu był logik i filozof dominikanin Józef Maria Bocheński.
Od 1952 do 1953 roku studiowała w Collège d’Europe w Brugii, a od 1955 roku wykładała na Oregon State College. 
Pierwszym mężem był krakowski artysta malarz Leszek Dutka. W 1956 roku wyszła za amerykańskiego ekonomistę i biznesmena Hendrika S. Houthakkera, pozostali małżeństwem do jego śmierci w 2008 roku. Para doczekała się trojga dzieci (Louis, Jan i Isabelle).
Tymieniecka była założycielką lub współzałożycielką kilku towarzystw naukowych, m.in. Międzynarodowego Towarzystwa Fenomenologii i Nauk Humanistycznych (ang. International Society for Phenomenology and the Human Sciences), Towarzystwa Fenomenologii, Estetyki i Sztuk Pięknych (ang. International Society of Phenomenology, Aesthetics, and Fine Arts) oraz Towarzystwa Badań nad Husserlem i Fenomenologią (ang. International Husserl and Phenomenological Research Society). Od 1968 roku była redaktorką książkowej serii „Analecta Husserliana”, a od 1976 roku prezesem założonego przez siebie Światowego Instytutu Fenomenologii (ang. The World Phenomenology Institute). Członek korespondencyjny zamiejscowy Polskiego Towarzystwa Naukowego na Obczyźnie (od 1970).
W 1973 roku zaprzyjaźniła się z kardynałem Karolem Wojtyłą. Przyjaźń trwała do śmierci Wojtyły w 2005 roku, Tymieniecka odwiedziła go ostatni raz na dzień przed jego śmiercią. W wydanej w 1997 roku biografii Jana Pawła II His Holiness Carl Bernstein i Marco Politi twierdzą, że historia tej przyjaźni jest kluczowa dla zrozumienia postaci polskiego papieża. W 2008 roku Tymieniecka sprzedała polskiej Bibliotece Narodowej kolekcję listów napisanych do niej przez Jana Pawła II poprzez Sotheby’s za 3,6 mln dolarów. Jej przyjaźń z papieżem stała się kanwą dla filmu dokumentalnego BBC Sekretne listy Jana Pawła II. Listy Jana Pawła II do Anny-Teresy Tymienieckiej znajdują się w zbiorach Biblioteki Narodowej. Z powodu powtarzających się plotek Tymieniecka w wywiadzie dla Bernsteina i Politiego zaprzeczyła istnieniu jakiejkolwiek romantycznej relacji między nimi.
Zmarła w 2014 roku. Została pochowana obok męża na Riverside Cemetery w Woodstock w stanie Vermont. 